# هاري تشايلد
هاري تشايلد (بالإنجليزية: Harry Child)‏ هو لاعب كرة قاعدة أمريكي، ولد في 23 مايو 1905 في بالتيمور في الولايات المتحدة، وتوفي في 8 نوفمبر 1972 في الإسكندرية في الولايات المتحدة.

## وصلات خارجية
- هاري تشايلد على موقعبيزبول رفرنس.كوم (الدوري الرئيسي) (الإنجليزية)